# Туин-Лейкс (тауншип, округ Карлтон, Миннесота)
Туин-Лейкс (англ. Twin Lakes) — тауншип в округе Карлтон, Миннесота, США. На 2000 год его население составило 1912 человек.

## География
По данным Бюро переписи населения США площадь тауншипа составляет 116,1 км², из которых 110,7 км² занимает суша, а 5,3 км² — вода (4,57 %).

## Демография
По данным переписи населения 2000 года здесь находились 1912 человек, 681 домохозяйство и 555 семей.  Плотность населения —  17,3 чел./км².  На территории тауншипа расположено 715 построек со средней плотностью 6,5 построек на один квадратный километр. Расовый состав населения: 95,40 % белых, 0,52 % афроамериканцев, 2,04 % коренных американцев, 0,16 % азиатов, 0,10 % — других рас США и 1,78 % приходится на две или более других рас. Испанцы или латиноамериканцы любой расы составляли 1,15 % от популяции тауншипа. 21,8 % населения составляли немцы, 18,4 % шведов, 13,7 % норвежцев и 11,6 % финнов по данным переписи населения 2000 года.
Из 681 домохозяйства в 37,4 % воспитывались дети до 18 лет, в 71,2 % проживали супружеские пары, в 6,5 % проживали незамужние женщины и в 18,5 % домохозяйств проживали несемейные люди. 14,2 % домохозяйств состояли из одного человека, при том 2,9 % из — одиноких пожилых людей старше 65 лет. Средний размер домохозяйства — 2,75, а семьи — 3,03 человека.
26,4 % населения — младше 18 лет, 6,0 % — в возрасте от 18 до 24 лет, 27,1 % — от 25 до 44, 29,5 % — от 45 до 64, и 11,0 % — старше 65 лет. Средний возраст — 40 лет. На каждые 100 женщин приходилось 108,1 мужчин.  На каждые 100 женщин старше 18 приходилось 105,1 мужчин.
Средний годовой доход домохозяйства составлял 48 565 долларов, а средний годовой доход семьи —  54 118 долларов. Средний доход мужчин —  40 526  долларов, в то время как у женщин — 30 114. Доход на душу населения составил 20 265 долларов. За чертой бедности находились 4,9 % семей и 6,4 % всего населения тауншипа, из которых 5,6 % младше 18 и 4,1 % старше 65 лет.